# Beatrixgebouw

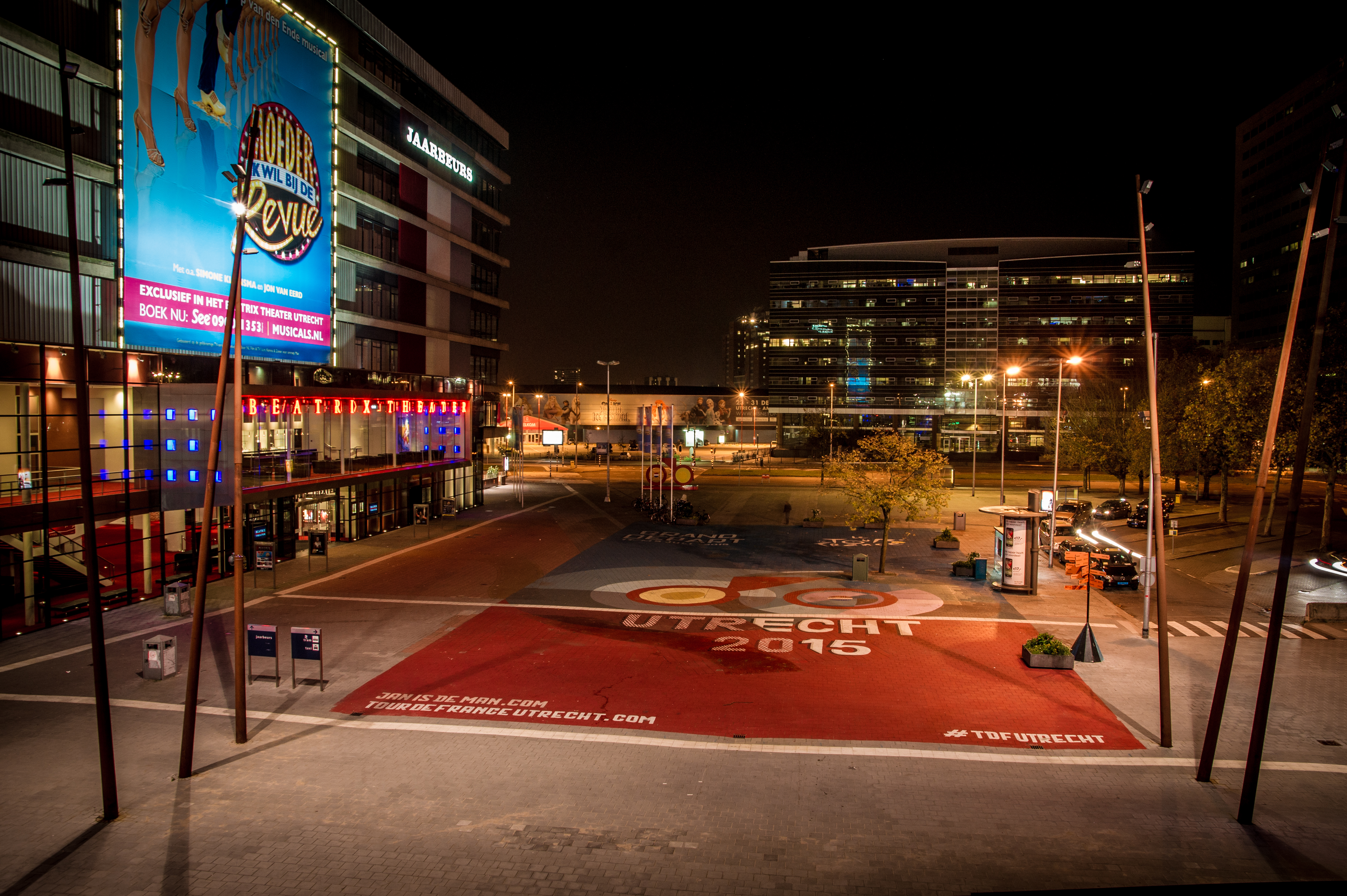
Het Beatrixgebouw en het Jaarbeursplein (2014)

Het Beatrixgebouw is een conferentiecentrum aan de Croeselaan in Utrecht. Het is in opdracht van de Utrechtse Jaarbeurs ontworpen door de Nederlandse architect Rein Fledderus (1910-1970). Bij de oplevering en opening in 1970 door prinses Beatrix was het gebouw qua vloeroppervlakte het grootste van Nederland.
In 1999 werd de grote congreszaal in het gebouw omgedoopt tot het Beatrix Theater.
Het iconische betonnen gebouw staat aan het Jaarbeursplein. Sinds 2014 waren er plannen in ontwikkeling om de façade te transformeren naar een meer hedendaagse uitstraling.

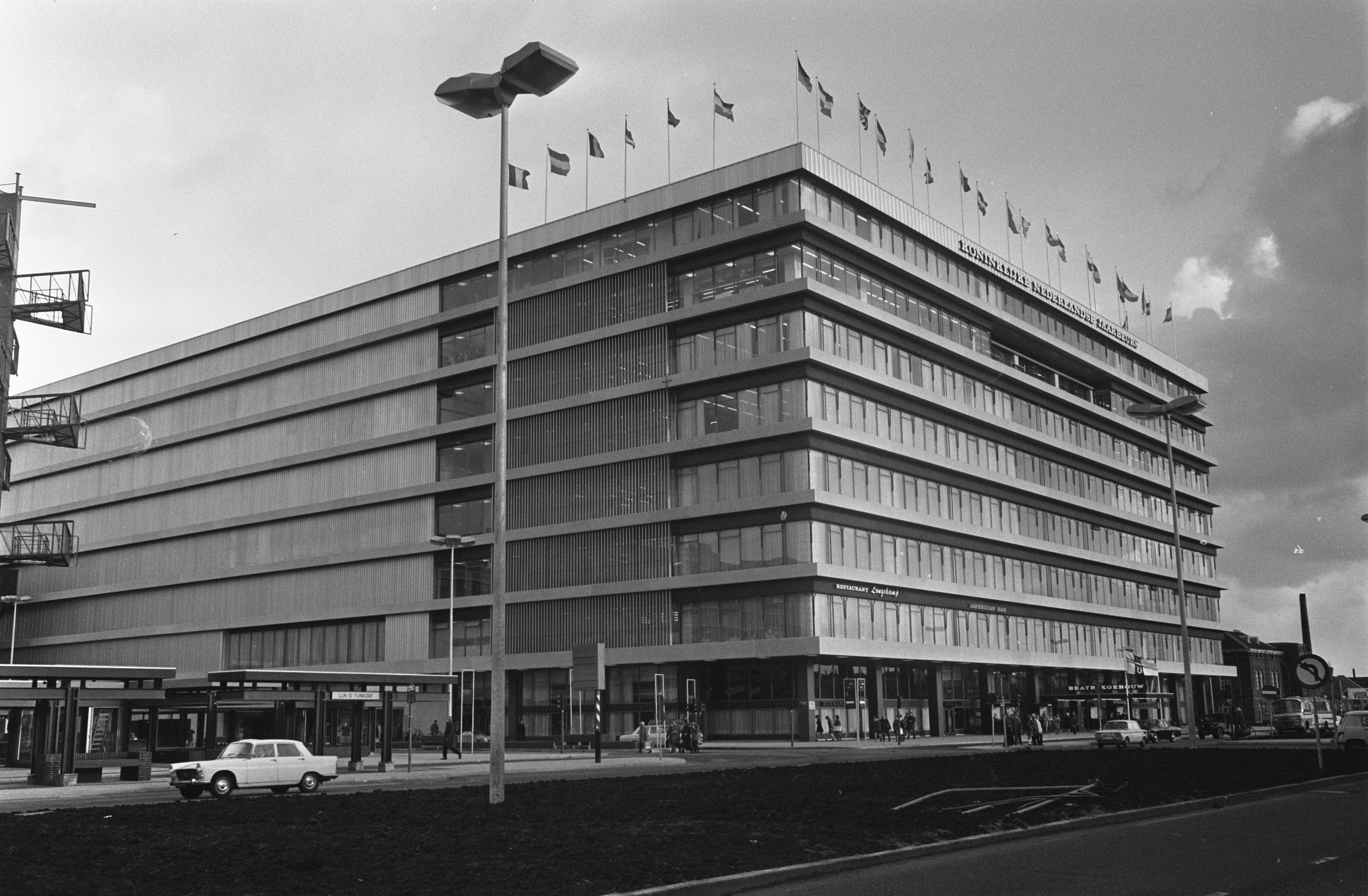
Beatrixgebouw in 1970
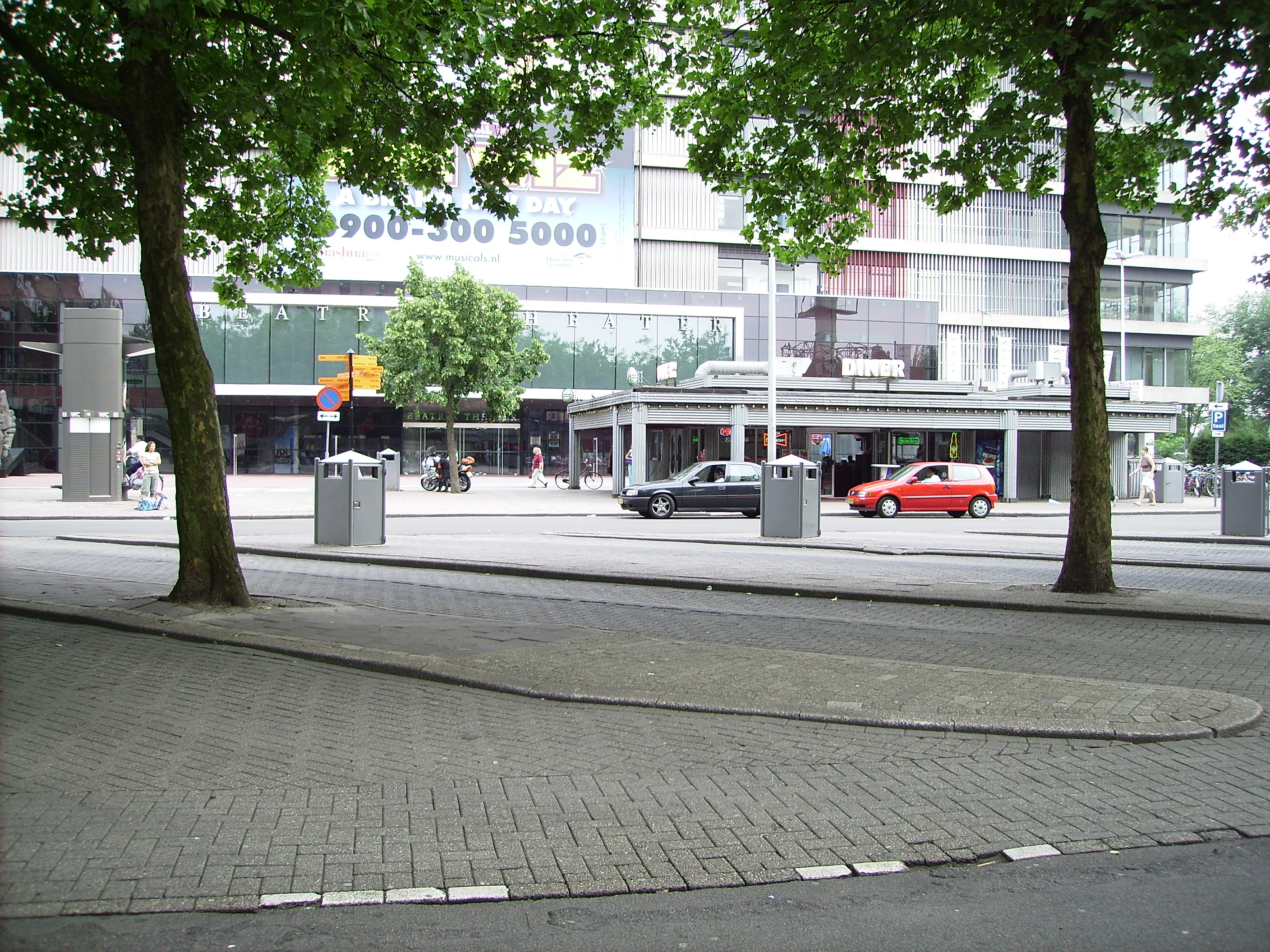
Jaarbeursplein met het Beatrixgebouw in 2006